# LHC@home
LHC@home - projekt przetwarzania rozproszonego platformy BOINC. Jego celem jest umożliwienie dokładnej kalibracji akceleratora cząstek elementarnych, Large Hadron Collider (LHC), budowanego przez CERN w Genewie. 
Program LHC@home symuluje tor 60 cząstek podróżujących z prędkością bliską prędkości światła w próżni wewnątrz kolistego przyspieszacza. Symulacja trwa przez 100 tys. okrążeń, a jej celem jest sprawdzenie czy wiązka cząstek pozostanie stabilna, nie rozproszy się i nie zderzy ze ścianą urządzenia. Spowodowałoby to poważne uszkodzenie i konieczność wyłączenia, celem napraw, tego największego i najdroższego instrumentu badawczego na świecie. Naukowcy i inżynierowie są zdania, że przeprowadzenie takich symulacji tysiące razy, przy różnych parametrach, pozwoli tak wykalibrować akcelerator, aby problem taki nie wystąpił.
Dołączenie do projektu jest możliwe za pomocą funkcjonalnej platformy BOINC rozwijanej przez amerykańską uczelnię w Berkeley. Umożliwia ona swobodne dołączanie i opuszczanie różnorodnych projektów, a także zarządzanie dopuszczalnym użyciem zasobów komputera.